# ۸ (فیلم ۲۰۰۸)
۸ فیلمی به کارگردانی عبدالرحمن سیساکو، گائل گارسیا برنال، میرا نایر، گاس ون سنت، گاسپر نوئه، جین کمپیون و ویم وندرس است که در سال ۲۰۰۸ منتشر شد. از بازیگران آن می‌توان به باب گلداف اشاره کرد.